# Sesso sfortunato o follie porno
Sesso sfortunato o follie porno (Babardeală cu bucluc sau porno balamuc) è un film del 2021 diretto da Radu Jude.
Ha vinto l'Orso d'oro per il miglior film al Festival di Berlino 2021.

## Trama
Emi Cilibiu, un'insegnante di storia in un'importante scuola secondaria rumena, filma un video porno con suo marito Eugen, in cui inscenano alcune attività sessuali. Eugen carica il video su un sito fetish privato, da cui viene scaricato e ripetutamente postato su siti porno pubblici. Il personale della scuola di Emi, così come i genitori dei suoi studenti, sono scandalizzati dal suo comportamento, e la convocano ad una conferenza genitori-insegnanti poco dopo che il video è stato ampiamente diffuso. Emi trascorre il giorno prima della conferenza facendo commissioni e diventando sempre più frustrata per gli aspetti sessisti, nazionalisti e consumistici della società rumena, così come per gli stress sociali imposti dagli effetti della pandemia di COVID-19.
Segue un montaggio che mostra le definizioni o i pensieri del regista su vari concetti o oggetti correlati. Alcune osservazioni sono umoristiche (per la distanza sociale, viene mostrato uno spezzone di una danza popolare tradizionale rumena modificata per conformarsi alle norme sulla distanza), alcune sono più amare (durante la Rivoluzione francese e la Rivoluzione rumena vengono rappresentate scene violente degli eventi seguite da riprese di prodotti commerciali che prendono il nome dagli eventi), e alcune sono del tutto caustiche (per l'efficienza, viene mostrata un'impresa di pompe funebri aperta 24 ore su 24 e 7 giorni su 7, che attira una lunga fila, proprio di fronte a un ospedale che ospita pazienti affetti da coronavirus). Alcune delle definizioni coinvolgono rappresentazioni di nudità grafica o atti sessuali non simulati.
Emi arriva alla conferenza genitori-insegnanti, dove viene informata da un amministratore comprensivo che i genitori e gli insegnanti voteranno se la scuola deve continuare ad impiegarla o meno alla luce della sua presunta "trasgressione morale"; se la maggioranza voterà contro di lei, ci si aspetta che si dimetta. I genitori, tra cui un tenente dell'esercito rumeno in pensione, un pilota di jet con tendenze politiche fasciste, un prete socialmente conservatore, un "bravo ragazzo" che difende Emi nel tentativo di ingraziarsela, e una donna che ha precedentemente offerto tangenti a Emi in cambio di voti più alti, sono generalmente critici delle azioni di Emi. Nel condannare il comportamento e lo stile d'insegnamento di Emi, i genitori esprimono atteggiamenti volgari e sessisti nei confronti delle donne, romafobia, antisemitismo, e mettono in dubbio le prove storiche che Emi invoca per contraddire le loro tesi.
Il film si conclude presentando tre finali alternativi in sequenza. Nel primo, Emi viene "assolta" dai genitori e dagli insegnanti, il che porta a uno scontro fisico tra lei e un altro genitore. Nel secondo, è "condannata" e si dimette senza incidenti. Nella terza, è di nuovo "condannata", ma si trasforma in un supereroe che assomiglia a Wonder Woman. Intrappola i genitori e gli insegnanti in una rete e costringe quelli che si erano opposti più duramente a lei durante la conferenza a fare una fellatio con un dildo.

## Distribuzione
Il film è uscito nelle sale cinematografiche italiane il 29 aprile 2021 distribuito da Lucky Red.

## Accoglienza
Rotten Tomatoes ha intervistato 93 critici e, classificando le recensioni come positive o negative, ne ha valutate 84 come positive e 9 come negative per una valutazione del 90%, con una valutazione media di 7,30 su 10. Su Metacritic, il film ha un punteggio medio ponderato di 75 su 100, basato su 21 critici, che indica "recensioni generalmente favorevoli".